# Trama tenue
Trama tenue è il primo album da solista della cantante italiana Ginevra Di Marco, pubblicato dall'etichetta discografica Edel nel 1999.

## Tracce
1. Canto di accoglienza
2. Lilith
3. 3
4. Trama tenue
5. Neretva
6. Eclissi
7. Tempo di attesa
8. Le grandi scoperte
9. Voci di richiamo
10. La sorgente del futuro

## Formazione
- Ginevra Di Marco - voce, cori
- Massimiliano Gambinossi - chitarra ritmica
- Davide Della Monica - chitarra acustica, cori, chitarra elettrica
- Cristiano Della Monica - batteria
- Eu - basso
- Francesco Magnelli - tastiera, pianoforte, cori
- Gianni Maroccolo - basso
- Riccardo Marconi - chitarra acustica
- Max Gazzè - cori
- Cristiano Godano - cori

### Tecnico del suono
- Giovanni Gasparini